# Будинок Моссе
Будинок Моссе (нім. Mossehaus) — офісна будівля в Берліні, в районі Мітте, наріжжя якої спроєктував архітектор Еріх Мендельсон. Названа на честь Рудольфа Мосса (1843—1920), будівельника та видавця ліберальної газети «Берлінер Таґеблат».

## Будівництво

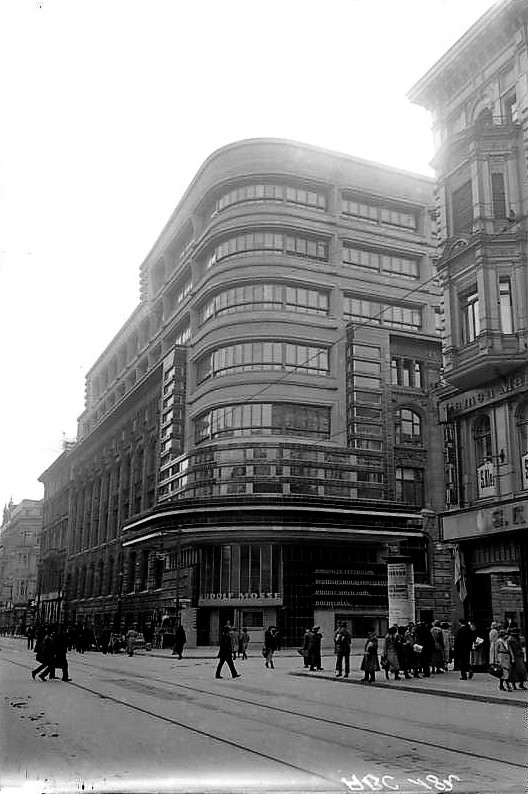
Будинок Моссе, вересень 1923 року

Будинок для підприємця Рудольфа Моссе спорудили упродовж 1900—1903 років на розі Єрусалімерштрассе та Шуценштрассе, 18-25.
Будівлю у стилі модерн звели з пісковику за проєктом архітекторів Вільгельма Кремера та Річарда Вольфенштейна. Власник розмістив тут видавництво своїх видань «Анонсен-Експресдінст» і «Берлінер Таґеблат» після переїзду з невеликого приміщення на Ной-Фрідріхштрассі.
1919 року під час повстання спартакістів будинок, який утримували повстанці, був обложений урядовими військами. Унаслідок протистояння будівля була сильно пошкоджена.

## Реконструкція і використання будівлі
Після Першої світової війни новий власник, зять Рудольфа Ганс Лахман-Моссе, під враженням від проєкту обсерваторії «Вежа Ейнштейна» Еріха Мендельсона найняв архітектора відновити будівлю.
У 1921—1923 роках Еріх Мендельсон разом із Річардом Нойтрою реконструювали будівлю у стилі архітектури Нової речевості. Архітектори відремонтували зруйнований вхідний об'єм, додали карниз і надбудували два поверхи. Наріжний фасад був інтегрований у стару будівлю «горизонтально підкресленим компонентом, виготовленим з абсолютно різних матеріалів (заліза та кераміки)», що надало «будівлі і перш за все наріжжю… захопливої динамічності». Над дизайном фасаду Мендельсон працював разом із Полом Рудольфом Геннінгом. Новий фасад виконаний з алюмінію, а нові верхні поверхи — із залізобетону.
Через шість тижнів після завершення робіт плита верхнього поверху, яка була занадто обтяжена гравієм, обвалилася в офіси, які під час реконструкції не припиняли роботи. Тринадцять людей загинуло, а одинадцять людей отримало серйозні поранення.
За часів націонал-соціалізму видавництво «Моссе» заявило про своє банкрутство. Холдинг продовжував керувати друкарнею під назвою «Видавництво Берліна» до 1945 року.
Будівля знову була сильно пошкоджена під час Другої світової війни. Згодом її реконструювали. Як і раніше, будівлю використовувала низка поліграфічних компаній.
Після поділу Берліна на чотири сектори видавництво одночасно було в американському та радянському секторах. Після будівництва Берлінського муру в серпні 1961 року співробітники могли потрапити сюди лише окремим проїздом.

## Сучасний стан
1 липня 1992 року після колапсу Німецької Демократичної Республіки підприємець Ганс Редер придбав «Будинок Моссе» і перетворив його в Центр Моссе. Увесь комплекс був завершений у 2000 році. Онук Моссе домігся зберігати тут до 2013 року друкарню.
2006 року приміщення в комплексі займав Центр загальної лінгвістики та Центр літературних і культурних досліджень імені Лейбніца. До жовтня 2012 року тут містилась німецька штаб-квартира французької нафтової компанії «Total». У січні 2014 року компанія «Thales Germany» відкрила в будівлі своє представництво й один із центрів розвитку транспортних систем.  У квітні 2014 року група «Dussmann» зайняла кілька поверхів «Будинку Моссе» Mossehaus.